# Hkeem

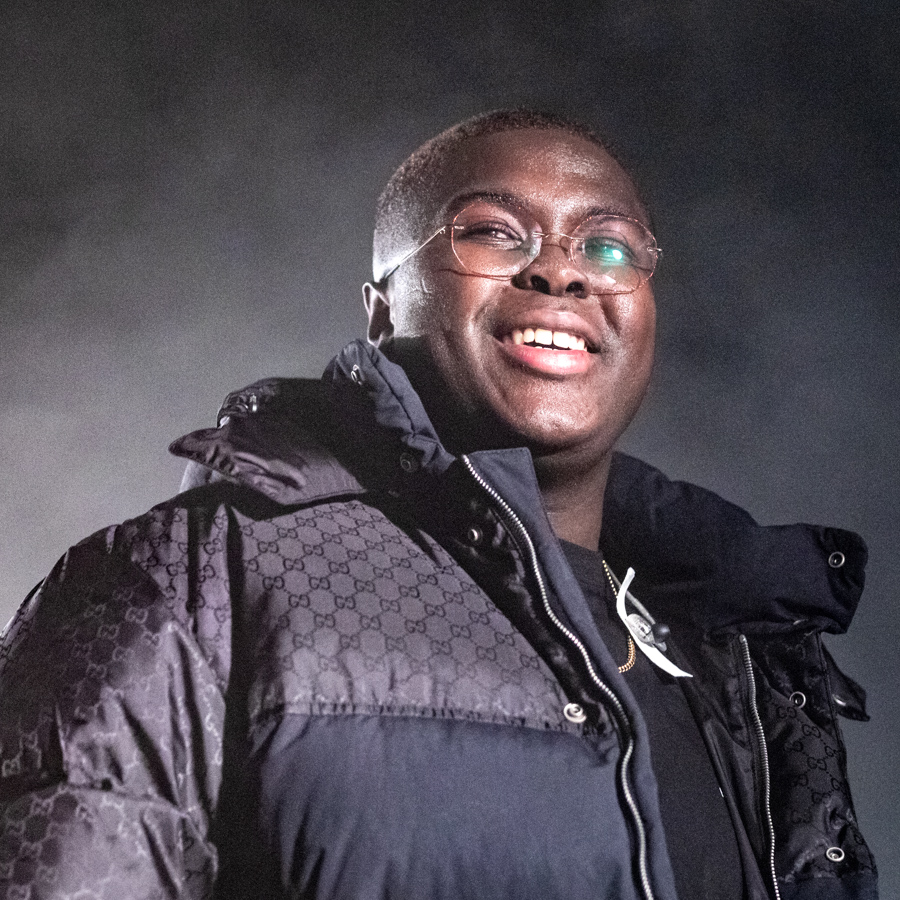
Hkeem, 2020

Abdulhakim Hassane (* 29. Juni 1997 in Oslo) ist ein norwegischer Rapper und Sänger. Er tritt in der Öffentlichkeit unter dem Künstlernamen Hkeem auf.

## Leben
Hassane wuchs in den Stadtvierteln Grünerløkka und Stovner in Oslo auf und hat ghanaische und nigrische Vorfahren. In Oslo besuchte er die Kuben videregående skole. Während seiner Zeit dort begann er, mit Musik zu arbeiten. Im Jahr 2016 veröffentlichte er seine ersten vier Singles. Seinen Durchbruch hatte Hassane schließlich gemeinsam mit dem Rapper Temur mit dem Lied Fy faen. Das Lied wurde in der Jugendserie Skam verwendet und wurde darüber hinaus auch außerhalb von Norwegen bekannt. In Norwegen konnte es den ersten Platz der Singlecharts erreichen. Fy faen wurde beim Musikpreis P3 Gull als „Lied des Jahres“ nominiert. Hassane erhielt zudem eine Nominierung in der Newcomer-Kategorie. Auch beim Spellemannprisen 2017 wurde er in den Kategorien „Lied des Jahres“ und „Newcomer des Jahres“ nominiert. In der Liedkategorie konnte er gewinnen.
Hkeem veröffentlichte im Jahr 2017 mit Unge Ferrari das Lied Urettferdig, das sich wie Fy faen längere Zeit in den Charts platzieren konnte. Im Jahr 2018 kam seine Single Ghettoparasitt heraus, in der er über seine Erfahrungen als Person mit Migrationshintergrund sang. Das Musikvideo dazu gewann beim Spellemannprisen 2018 in der Kategorie für das Musikvideo des Jahres. In der im Dezember 2021 bei TV 2 erstmals ausgestrahlten Fernsehserie Julestjerna gab Hassane sein Schauspieldebüt. Im selben Jahr wirkte er an der Musikshow Hver gang vi møtes mit. Im Jahr 2022 veröffentlichte der Sänger Peder Elias mit Hassane die Single Loving You Girl. Bei dem Lied handelt es sich um die Coverversion eines Liedes der norwegischen Band Opus X. Es war Hassanes erste englischsprachige Veröffentlichung. Das Lied wurde in Ostasien, insbesondere in Südkorea, bekannt.
Im November 2022 erreichte er mit dem Lied Danser videre i livet, das er gemeinsam mit Makosir veröffentlichte, erneut den ersten Platz in den norwegischen Singlecharts. Bei der P3-Gull-Ausgabe im Jahr 2023 wurde das Lied als Lied des Jahres nominiert.

## Auszeichnungen
Spellemannprisen
- 2017: „Lied des Jahres“ (für Fy faen)
- 2017: Nominierung in der Kategorie „Newcomer des Jahres“
- 2018: „Musikvideo des Jahres“ (für Ghettoparasitt)

P3 Gull
- 2017: Nominierung in der Kategorie „Newcomer des Jahres“
- 2017: Nominierung in der Kategorie „Lied des Jahres“ (für Fy faen)[5]
- 2023: Nominierung in der Kategorie „Lied des Jahres“ (für Danser videre i livet)[10]

## Diskografie

### Alben
| Jahr | Titel | Höchstplatzierung, Gesamtwochen, AuszeichnungChartsChartplatzierungen (Jahr, Titel, Platzierungen, Wochen, Auszeichnungen, Anmerkungen) | Anmerkungen                            |
| Jahr | Titel | NO | Anmerkungen                            |
| ---- | ----- | --- | -------------------------------------- |
| 2019 | Hkeem | NO6 Gold · (5 Wo.)NO | Erstveröffentlichung: 18. Oktober 2019 |

### Singles
| Jahr | Titel Album               | Höchstplatzierung, Gesamtwochen, AuszeichnungChartplatzierungen (Jahr, Titel, Album, Platzierungen, Wochen, Auszeichnungen, Anmerkungen) | Höchstplatzierung, Gesamtwochen, AuszeichnungChartplatzierungen (Jahr, Titel, Album, Platzierungen, Wochen, Auszeichnungen, Anmerkungen) | Anmerkungen                                            |
| Jahr | Titel Album               | NO | SE | Anmerkungen                                            |
| ---- | ------------------------- | --- | --- | ------------------------------------------------------ |
| 2017 | Fy faen –                 | NO1 ×5Fünffachplatin · (24 Wo.)NO | SE19 Gold · (17 Wo.)SE | Erstveröffentlichung: 31. März 2017 mit Temur          |
| 2017 | Urettferdig –             | NO18 Platin · (9 Wo.)NO | — | Erstveröffentlichung: 11. August 2017 mit Unge Ferrari |
| 2017 | En som meg –              | NO34 Gold · (1 Wo.)NO | — | Erstveröffentlichung: 13. Oktober 2017                 |
| 2018 | Ghettoparasitt –          | NO30 Gold · (2 Wo.)NO | — | Erstveröffentlichung: 26. Januar 2018                  |
| 2019 | KDVPM Hkeem               | NO39 Gold · (1 Wo.)NO | — | Erstveröffentlichung: 30. August 2019 mit Unge Ferrari |
| 2021 | Hjem til deg –            | NO29 (1 Wo.)NO | — | Beitrag zu Hver gang vi møtes                          |
| 2022 | Danser videre i livet –   | NO1 ×2Doppelplatin · (16 Wo.)NO | — | Erstveröffentlichung: 2. November 2022 mit Makosir     |
| 2023 | Hjertet mitt er helt ok – | NO20 (3 Wo.)NO | — | Erstveröffentlichung: 9. Juni 2023 feat. Blackie       |

Weitere Singles mit Auszeichnungen
- Oslo S (mit Alicya, NO: Gold)